# NGC 5722
NGC 5722 (другие обозначения — MCG 8-27-14, ZWG 248.16, NPM1G +46.0301, PGC 52355) — галактика в созвездии Волопас.
Этот объект входит в число перечисленных в оригинальной редакции «Нового общего каталога».